# Adolf Glatte
Adolf Glatte (* 18. Februar 1866 in Häslicht, Schlesien, heute Kostrza, Polen; † 28. Oktober 1920 in München) war ein deutscher Landschafts- und Porträtmaler des Impressionismus.

## Leben und Wirken
Glatte wurde in Häslicht bei Striegau in Schlesien geboren. Nach Studium u. a. in Paris ließ er sich in München nieder, wo er in der Hirtenstraße 15 wohnte.

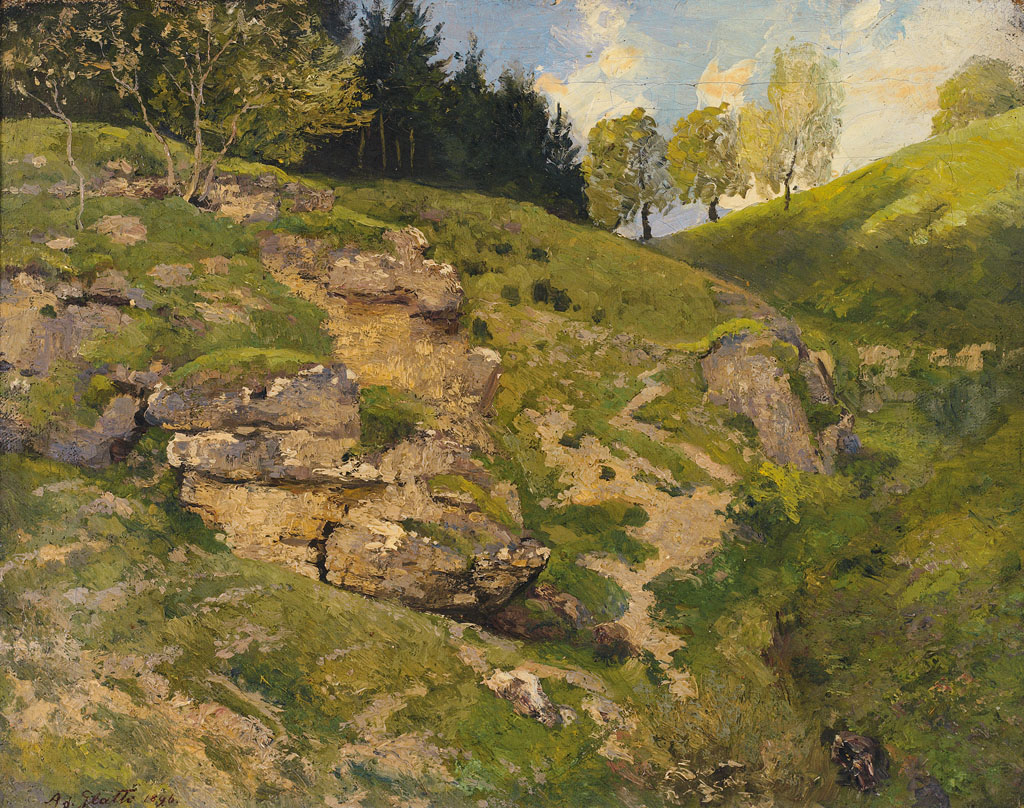
Adolf Glatte: Felsige Anhöhe bei Harburg, 1896

Das Schaffen Glattes verdankt seine stärksten Impulse dem französischen Impressionismus, mit dem er während seiner Pariser Studienzeit in Berührung kam, und ist damit dem Spätimpressionismus bzw. dem Post-Impressionismus zuzuschreiben. Er malte vor allem Landschaften aus der Umgebung von München. Nach 1933 galt er als Vertreter der von den Nationalsozialisten als „entartete Kunst“ diffamierten modernen Kunst, weshalb seine Gemälde beschlagnahmt wurden. Glatte wurde auch vom Münchner Maler Ludwig von Hagn (1820–1898) beeinflusst.

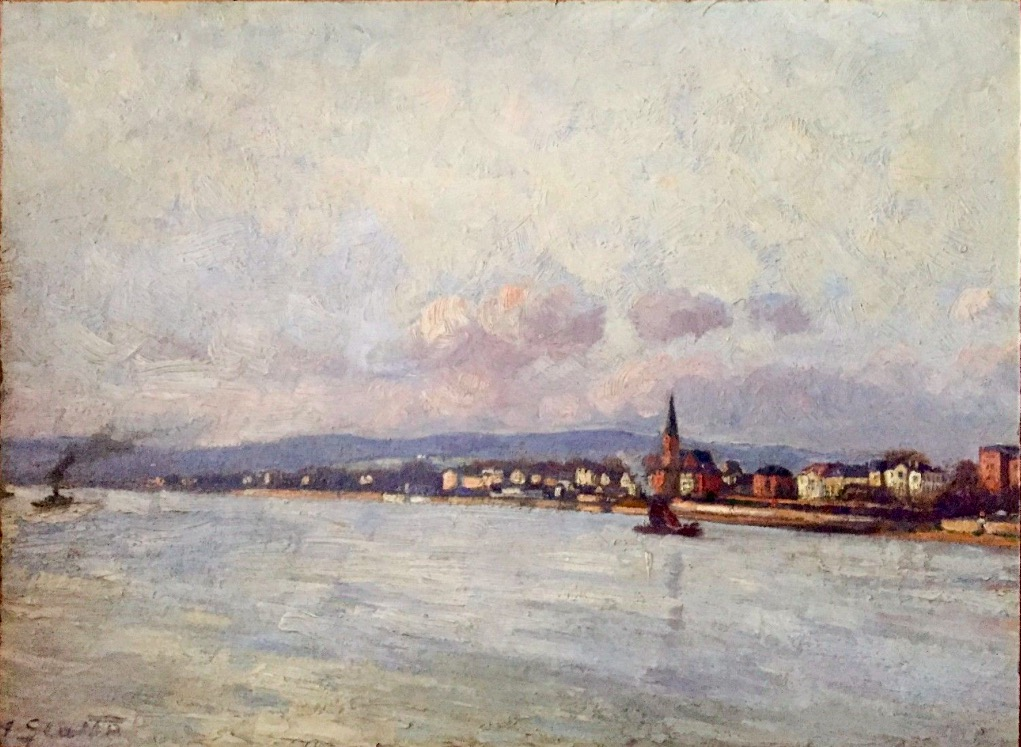
Adolf Glatte: Blick auf den Rhein bei Biebrich, um 1900

In einem Artikel mit dem Titel „Ausstellungen der Münchner ‚Neuen Secession‘ und der ‚Juryfreien‘“ schrieb Oskar Doering: „Adalhert Killermann, Th. Dietrich-Wrede, Josef Rolf Knobloch, Hans Heinen und Adolf Glatte bewährten die bekannten Vorzüge ihrer tüchtigen Landschaftskunst.“

## Werke (Auswahl)
In öffentlichen Institutionen und Museen
- Evangelische Kirche, Saarburg i.L., Christus und der verlorene Sohn

Andere Werke
- Am Flussufer (1889)
- Auenlandschaft bei München-Bogenhausen (1893)
- Felsige Anhöhe bei Harburg i. B. (1896)
- Im Dachauer Moor (1896)
- Häuser im Dachauer Moos
- Landschaft mit figürlicher Staffage (1906)
- Am Gehölz (1906)
- Blühende Sommerlandschaft mit hinter Bäumen verborgenem Haus (1915)